# Huit-Cerf Griffe d'Ocelot
 (octobre 2016).
Si vous disposez d'ouvrages ou d'articles de référence ou si vous connaissez des sites web de qualité traitant du thème abordé ici, merci de compléter l'article en donnant les références utiles à sa vérifiabilité et en les liant à la section « Notes et références ».
Huit-Cerf Griffe d'Ocelot est le nom  d'un célèbre souverain mixtèque (en mixtèque : Iya Nacuaa Teyusi Ñaña) qui régnait à Tilantongo au XIe siècle. Comme c'est souvent le cas en Mésoamérique, son nom correspond à sa date de naissance. On y ajoute un patronyme, qu'on traduit par Griffe d'Ocelot ou Griffe de Jaguar. Sa vie nous est relativement bien connue grâce à plusieurs codex mixtèques, notamment le Codex Zouche-Nuttall.  

## Biographie
Il règne de 1096 sur Tututepec (en), parvient à unifier la totalité des Mixtèques jusqu'à sa mort en 1115.